# Frank Boya
Frank Thierry Boya (* 1. července 1996) je kamerunský profesionální fotbalista, který hraje na pozici záložníka za francouzský klub Amiens SC a kamerunský národní tým.

## Klubová kariéra
Boya se narodil v Douale a svou kariéru začal v APEJES Academy. Během zimní přestávky sezóny 2016/17 přestoupil do klubu 2. Bundesligy 1860 Mnichov.
V roce 2017 přestoupil do belgického klubu Mouscron. V červnu 2020 podepsal smlouvu s Antverpami.
Dne 31. srpna 2021 Boya odešel na hostování do klubu Zulte-Waregem. Dne 24. června 2022 se Boya dohodl na hostování v klubu Sint-Truiden.
Dne 1. září 2023 podepsal Boya tříletou smlouvu s Amiens ve Francii.

## Reprezentační kariéra
Svůj mezinárodní debut si odbyl v roce 2016 a byl jmenován do týmu pro Africký pohár národů 2017.